# هلموت هاسه
هلموت هاسه (انگلیسی: Helmut Hasse؛ ۲۵ اوت ۱۸۹۸ – ۲۶ دسامبر ۱۹۷۹) یک دانشمند در زمینه نظریه اعداد اهل آلمان بود.